# 泰国街头美食

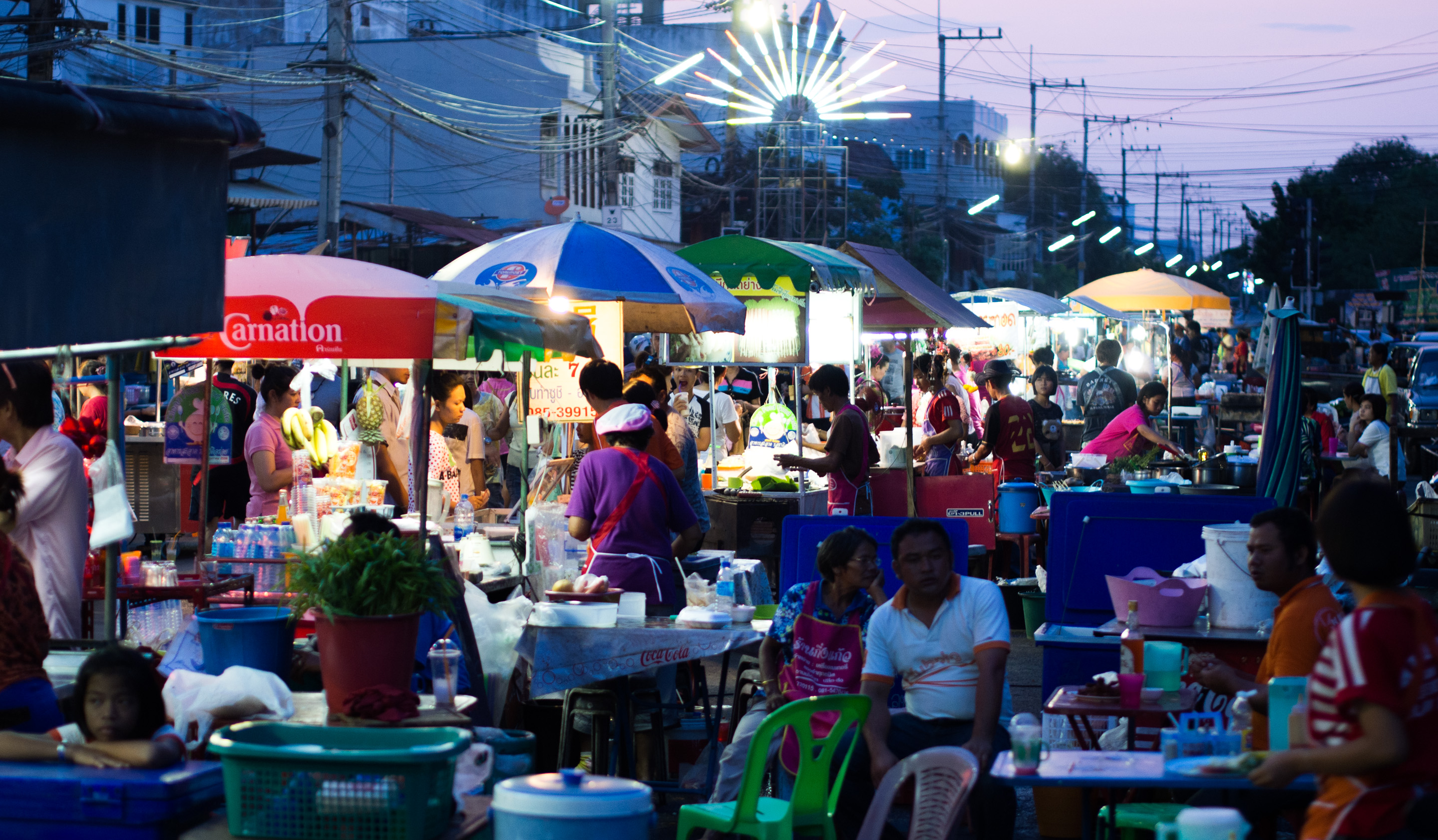
街头美食场景，雅索頓火箭節

泰国的街头小吃汇集了各种即食餐点、小吃、水果和饮料，这些由小贩或摊贩在泰国的街头摊位或流动餐车上售卖。品尝泰国街头小吃是游客喜爱的活动之一，因为它展现了泰国的烹饪传统。曼谷经常被认为是享受街头美食的最佳地点之一。2012年，視覺旅遊将曼谷评为全球街头美食排名第一的城市，该城市因其丰富的美食种类和众多的小贩而闻名。
曼谷有许多地区以街头美食中心而闻名，如耀華力路和附近地区（噠叻仔區、金佛寺和Chaloem Buri）Wat Sommanat subdistrict、Sam Phraeng、讪兰拉区、邦兰普、Kasat Suek、Sam Yan、Tha Daeng、Wongwian Yai、Wang Lang Market、Talat Phlu。

## 特点

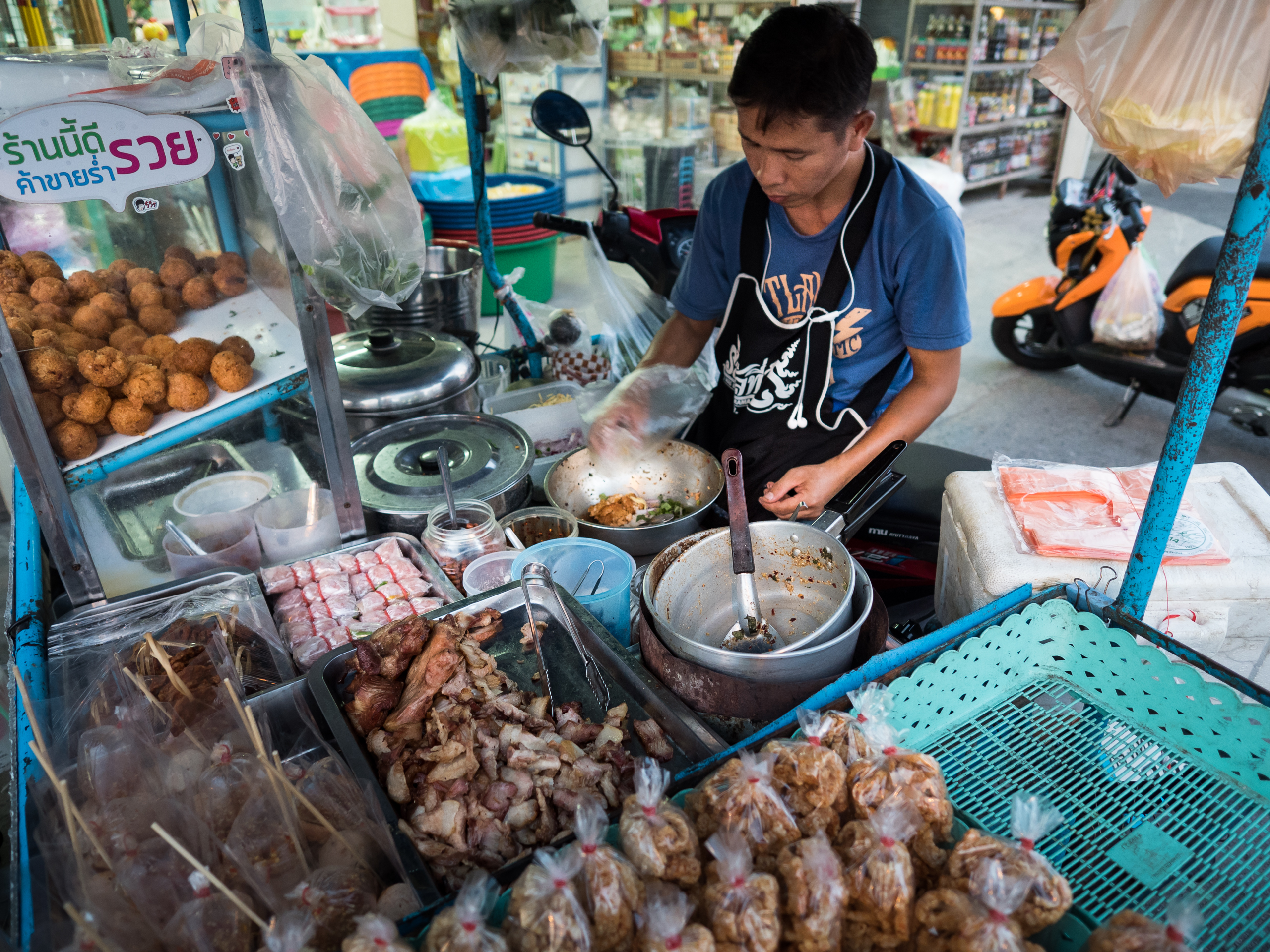
大城府一家卖Nam khao的流动小吃摊

在泰国，几乎没有哪一道泰国菜不是由街头小贩或市场摊贩出售的。有些摊贩专卖一两道菜，而另一些则提供媲美餐厅的完整菜单。有些只卖预先煮好的菜肴，另一些则是现点现做。现做的菜肴通常是那些可以快速烹饪的菜，比如搭配米饭的快炒，如打抛猪肉（kaphrao mu）——香辣九层塔炒碎猪肉，或者炒芥蓝（phat khana），还有像红咖喱炒鲶鱼（pladuk phat phet）这样的快煮咖喱菜。
在泰国“湿市场”（wet markets）中出售的菜肴多数是预先煮好的。许多人会去这些地方，或是街头摊贩处，购买食物带去上班吃，或带回家。在街头上，常能看到泰国人提着一整套家庭共享的饭菜——几道菜、煮好的米饭、甜点、水果，全部整齐地装在塑料袋和發泡膠盒里，带去公司与同事共享，或是带回家与家人共餐。由于许多菜肴与家庭自煮的菜相似，这些地方也成为寻找具有地方特色或季节性菜肴的好去处。

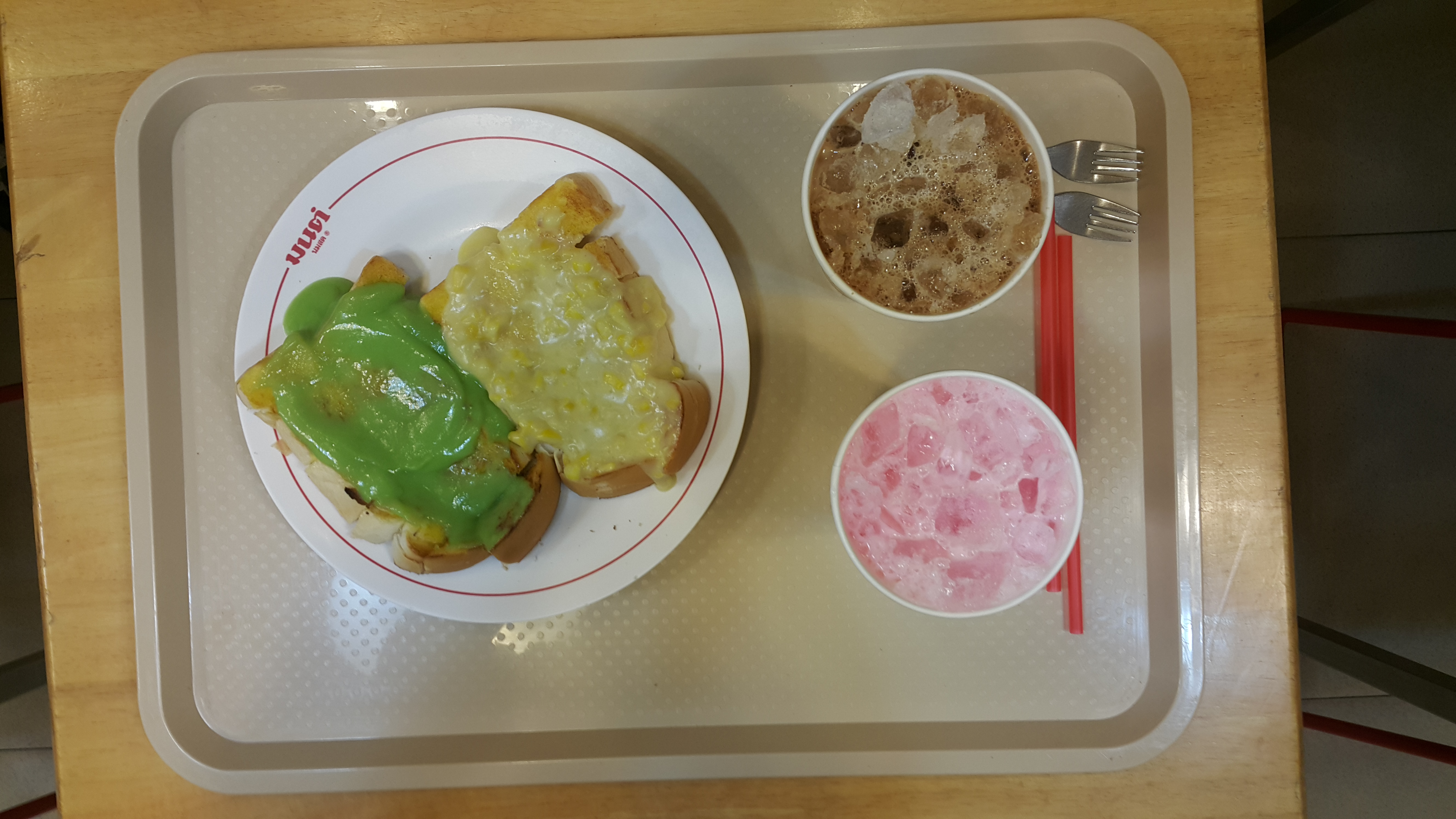
曼谷的烤面包配果酱，配上甜牛奶

泰国的食品市场通常是大型的露天大厅，设有固定摊位，其运作方式类似于街头摊档的集合。每个摊贩都有自己的一组桌椅，并提供有限的服务。不过，也有一些食品市场更像是购物中心或大型超市里的美食广场，设有服务柜台和共用餐桌。
美食广场和食品市场所提供的食物与街头摊贩相似，包括预煮好的菜肴以及现点现做的菜品。夜间食品市场则以街头摊档和流动小贩的形式出现，在傍晚气温较为舒适、人们下班之后，纷纷在停车场、繁忙街道、寺庙庙会和地方节庆中“冒出”。

## 历史

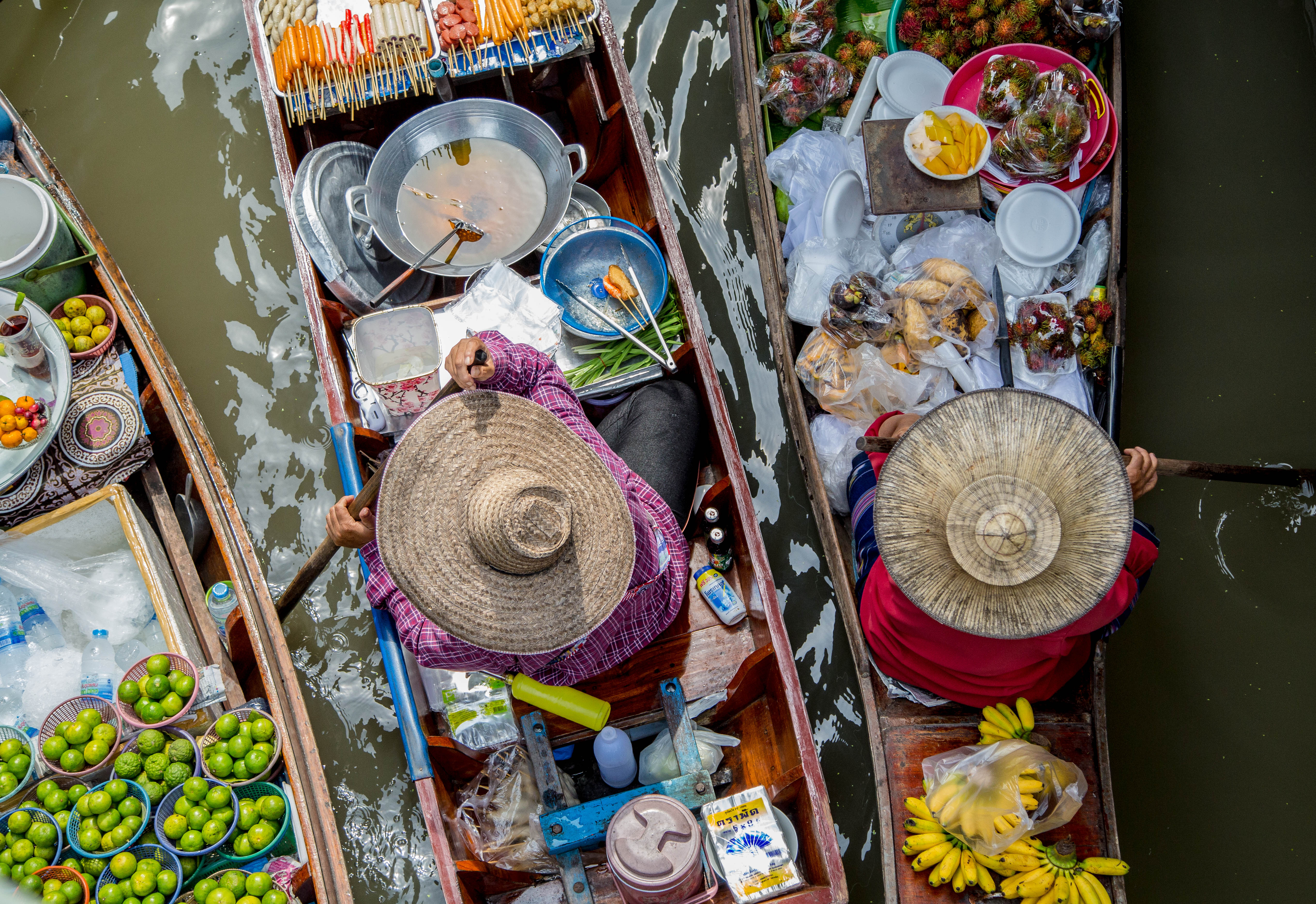
泰国的水上市场提供各种水果和食物

尽管如今街头美食文化在泰国已经根深蒂固，它其实是一个相对较新的现象，其起源可以追溯到曼谷华人聚居区，并直到20世纪70年代才真正普及。 东南亚大部分地区的街头美食文化，是在19世纪末期由来自中国的苦力工人带入的。曼谷唐人街被认为是泰国街头美食的发源地，因为当时大多数华人移民都定居在那里。
因此，许多泰国街头美食都源自或深受中餐影响。过去，街头食物主要由泰国的华人族群出售，直到20世纪60年代初，本地泰国人对街头食物的接受度才逐渐上升。这一变化是由于城市人口迅速增长所带来的街头饮食需求的提升。到了1970年代，街头美食文化甚至逐渐“取代了家庭烹饪”。
传统上，泰国家庭中的菜肴是由家庭主妇每天现做的。然而，在古代暹罗，贩卖食物一直是一种常见的经济活动。早在阿瑜陀耶王朝（1350–1767年）时期，人们就会在水上市集內贩售各类食材、水果和传统小吃。这种“船上食物”或“运河食物”在泰国的河流和运河中已存在两个多世纪。然而，自20世纪初拉玛五世推行现代化改革以来，摊位逐渐从水上转移至陆地。在曼谷的说法中，那些从街边摊购买饭菜来养家的家庭主妇，被戏称为“塑料袋主妇”，这个称呼来源于摊贩常将食物装进塑料袋中出售。
泰国街头美食文化的广泛流行可归因于多种内外因素：包括华人移民的影响、以农业和食物为核心的泰国生活方式、丰富多样的饮食传统、方便可得且价格亲民的食物已经融入泰国文化，以及快速城市化所带来的本地需求和城市饮食服务的机会。此外，外国游客对本地美食日益增长的兴趣，也推动了街头美食的发展。

## 类型
菜肴

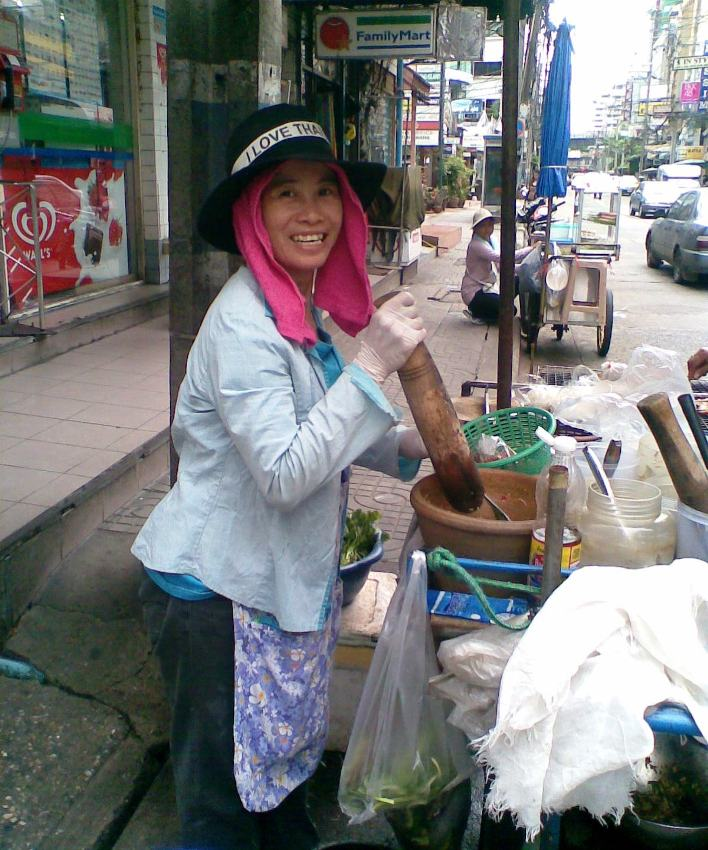
青木瓜沙拉是泰国流行的街头小吃

麵条是一种很受欢迎的街头小吃，因为它们通常作为一道菜单独食用。面条菜肴包括一道名為Rat na的泰式炒金邊粉（一种扁面条，配牛肉、猪肉或鸡肉和蔬菜，淋上清淡的肉汁），以及Rat na的孪生兄弟泰式炒河（一种扁面条，用老抽、蔬菜、肉类和辣椒干炒，不加肉汁），中式麵条汤、炒麵和泰国发酵米粉卡農欽，搭配各种泰式咖喱，都很受欢迎。
在泰国，几乎到处都有摊位和路边小店出售青木瓜沙拉和糯米饭。人们通常搭配烤鸡一起食用，但如果店家自己不卖，附近的店家也会卖。其他菜肴包括冬阴功汤（一种酸虾汤）、泰式炒飯、各种沙嗲和各种咖哩。日本竹輪和德国香肠也出现在曼谷。
在大多数城镇，都会有摊位出售甜味的煎饼洽帕提，这是一种薄而扁平的油炸面团，裡面会夹着香蕉、鸡蛋和巧克力等馅料。这种煎饼与马来的印度煎饼和新加坡的印度煎饼类似，摊位通常由泰国穆斯林经营。

### 小吃

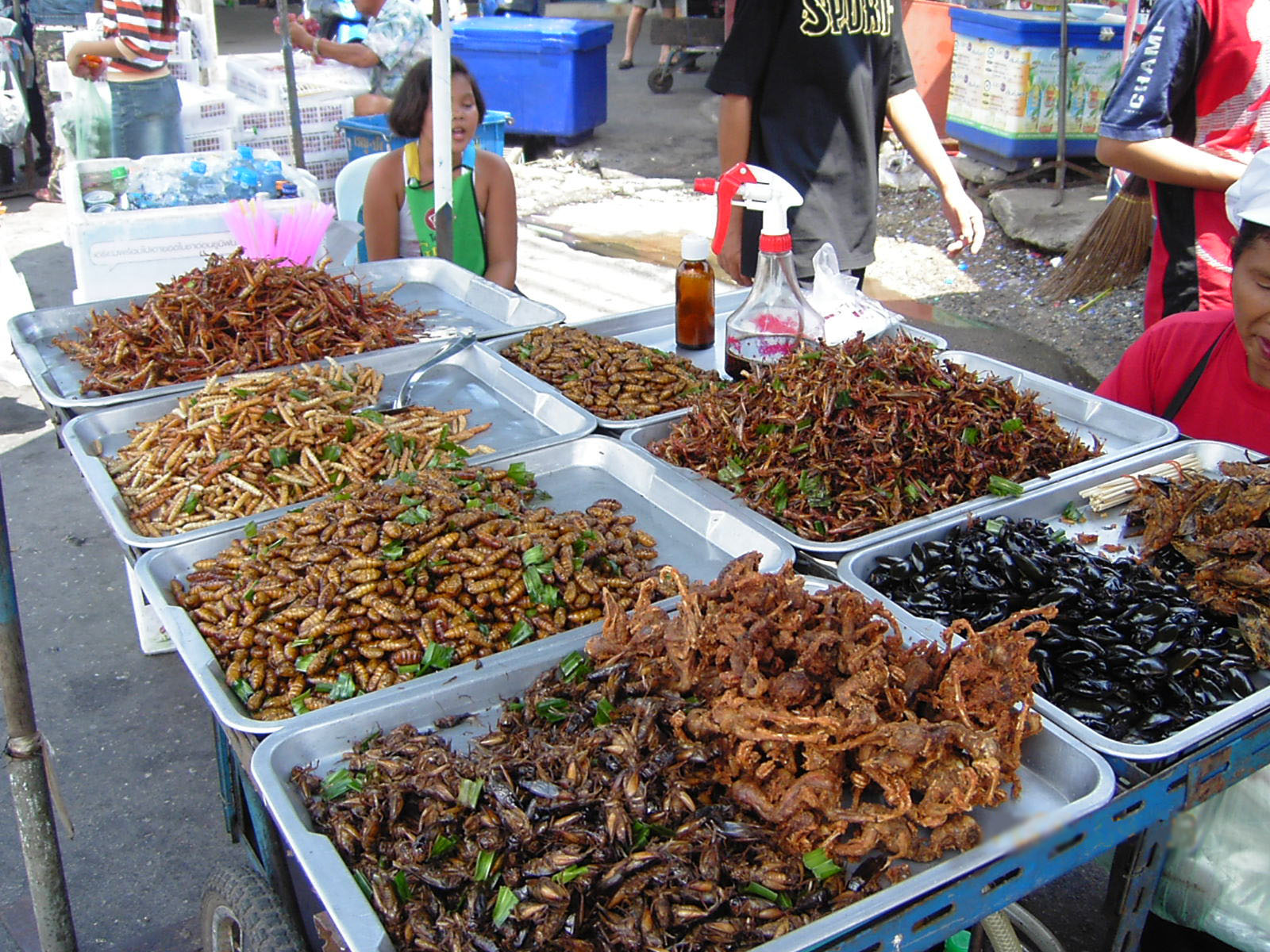
泰国街头出售各种油炸昆虫作为小吃

甜点小吃在泰语中统称为“Khanom”，例如“tako”（椰奶果冻）、“khanom man”（椰子木薯糕）和“khanom wun”（各式风味果冻），“khao lam”（竹筒糯米饭）则以春武里府出产的较为有名。这些甜点通常被陈列在玻璃罩的推车上的大托盘里。而其他一些甜点，例如泰式脆煎餅和Khanom krok（类似荷蘭小鬆餅的椰浆糕），则是现点现做的。
傍晚时分，常见的流动街头摊贩——通常是一辆带有侧车的摩托车——会在泰国的酒吧外临时摆摊，售卖“kap klaem”（下酒菜）。流动摊贩常卖的下酒菜包括晒干的鱿鱼、串烧肉类、烤酸香肠等烧烤类食品，以及油炸香肠等炸物。去皮切片的水果也会被整齐地摆放在碎冰上出售，以保持新鲜。此外，类似中国包子的“salapao”（泰式包子，内馅为肉类或甜豆）也常由流动摊贩贩卖，还有常见的油炸昆虫。

## 政府监管
2017年，曼谷市政府（BMA）和曼谷市警察局（MPB）开始下令将街头小吃摊从首都的人行道和道路上清除出去。此次打击行动的动机是维护清洁、行人安全，以及维护店面或车道被街头摊位和商贩堵塞的店主和租户的权利。泰国发展研究所（TDRI）的研究人员声称，这项政策“……对曼谷的城市形象产生了负面影响”。他们发现，大多数街头小吃摊的顾客是低收入白领、学生和蓝领工人。其中高达60%的顾客月收入低于9000泰铢。超过70%的街头小吃摊年龄超过40岁。大多数人没有受过教育，工作机会也很少。研究人员指责这两个政府机构忽视了街头小吃摊对国家经济和城市活力的贡献。他们敦促曼谷市政局和曼谷市政局修改政策，实施有效的法规，在维护人行道的适宜性与让曼谷街头小吃摊贩繁荣发展之间取得平衡。

## 进一步阅读
- Chawadee Nualkhair (2015).泰国最佳街头美食：曼谷、清迈、普吉岛及其他地区街边餐饮完全指南。塔特尔出版社。ISBN 9781462915293。2016年7 月 12 日检索。